# 特拉華河 (美國)
特拉华河（英語：Delaware River）是美國大西洋流域的一條河流。全長579公里。流域面積35,297平方公里。发源于纽约州的卡兹奇山，向南流经宾夕法尼亚州、新泽西州、特拉华州，最后经过特拉华湾流入大西洋。自紐約州漢考克至德拉瓦灣灣口的主流長度301英里（484）。
上游的一段构成纽约州与宾夕法尼亚州的边界。新泽西州的西部边界全部位于特拉华河，对岸是宾夕法尼亚州以及特拉华州。流經賓州最大城市費城和新泽西州首府特倫頓。
特拉華河原是原住民萊納佩人的居住地。荷蘭人阿德里安·布洛克發現它的時候把它命名為南河，標誌著新尼德蘭的南界。1664年英格蘭占領新尼德蘭後，將其命名為特拉華河以紀念維吉尼亞殖民地總督、第三代特拉華男爵 (Thomas West, 3rd Baron De La Warr)。

## 另見
- 华盛顿横渡特拉华河